# Parthenicus nigripunctus
Parthenicus nigripunctus är en insektsart som beskrevs av Knight 1968. Parthenicus nigripunctus ingår i släktet Parthenicus och familjen ängsskinnbaggar. Inga underarter finns listade i Catalogue of Life.